# Quibdó
Quibdó es un municipio colombiano, capital del departamento del Chocó y una de las poblaciones más importantes en la Región del Pacífico Colombiano. Dista de Bogotá 557 kilómetros (346 mi).

## Toponimia
Quibdó viene por estar ubicada al frente de la desembocadura del río Quito y "dó" de la lengua Chamí que significa "rio".

## Historia
Fue fundada con el nombre de Citará por Fray Matías Abad Mastodon en 1648, en terrenos que los indígenas regalaron por primera vez a la orden franciscana. Esta población fue incendiada en varias ocasiones por los indígenas.
En 1654 fue reconstruida por los jesuitas Pedro Cáceres y Francisco de Orta. Hacia 1690, Manuel Cañizales, colono antioqueño y minero de profesión, fundó una población en tierras de los caciques Guasebá y Quibdó. En el año 1702, aumentaron los pobladores y el colono español Francisco de Berro le dio el carácter de población, mediante acta firmada por los vecinos, con el nombre de San Francisco de Quibdó.
Quibdó proclamó su independencia el 2 de febrero de 1813 y, por decreto ejecutivo del 30 de marzo de 1825, se creó como cabecera de distrito.
Con la creación del departamento de Chocó el 15 de junio de 1948, Quibdó se convirtió en su capital departamental. En 1966, la ciudad fue semidestruída por un incendio y nuevamente reconstruida por sus habitantes.

## Cultura

### Etnicidad
El grupo humano predominante en la ciudad es el afrocolombiano y en segunda proporción las comunidades blanco-mestizos provenientes del interior del país, sobre todo de la región paisa, e indo-americanas Emberá y Waunanas.
Según las cifras presentadas por el DANE del censo 2005, la composición etnográfica de la ciudad es:
- Negros (87,5%)
- Mestizos y Blancos (10,2%)
- Indígenas (2,3%)

### Idiomas
Como ciudad colombiana, el idioma oficial es el español, pero la presencia de múltiples grupos humanos, especialmente indoamericanos como los emberá y los waunanas, han permitido la supervivencia de sus propios lenguajes, los cuales han adquirido estatus oficial en sus territorios de influencia y resguardos. Por lo mismo, dentro del territorio del municipio, se pueden contar diversos dialectos colombianos, así como voces africanas que sobrevivieron tras la época hispánica.

## Geografía
Quibdó tiene un área de 3337,5 km² y una población de 130 825 habitantes aproximadamente, de la cual el 65% se encuentran en el área urbana y representa el 32% del total del departamento. Se encuentra situado sobre la margen derecha del río Atrato, uno de los principales afluentes del país y una de las zonas con más alta pluviosidad del mundo. Se encuentra a una altitud de 43 m s. n. m. y tiene una temperatura cuyo promedio es de 28 ℃.
Como capital de uno de los departamentos de mayor riqueza natural y forestal del país, Quibdó cuenta con grandes reservas como el resguardo Bebarama al occidente y es cercana a grandes reservas ecológicas como el parque nacional natural Emberá. Pertenece además al sistema climático del departamento del Chocó que es general húmedo con altas precipitaciones y al cual corresponde el bosque tropical húmedo. Gran orgullo de la ciudad es estar ubicada a orillas del río más caudaloso del mundo con respecto a la superficie de su cuenca, el río Atrato. Las relaciones de centralidad convergen sobre la zona del istmo San Pablo, específicamente entre Quibdó e Istmina, y se explican por las relaciones de comunicación fluvial que existe este último río y el San Juan, así como ser el punto medio de enlace natural que existe entre los dos litorales colombianos 
Pese a ser capital departamental, Quibdó fue recategorizado como municipio de cuarta (4.ª) categoría, lo que limita el accionar administrativo, rebajando los ingresos y reduciendo organismos, como el caso de la Contraloría, y restringiendo las acciones de la Personería y el Concejo Municipal.

### Límites
Quibdó está delimitado por los siguientes municipios de su departamento a excepción de su parte nororiental y oriental con el departamento de Antioquia.
| Noroeste: Bojayá                | Norte: Bojayá         | Nordeste: Vigía del Fuerte ( Antioquia) (Río Atrato) Medio Atrato |
| Oeste: Alto Baudó               |                       | Este: Urrao ( Antioquia)                                          |
| Suroeste: Alto Baudó, Río Quito | Sur: El Atrato, Lloró | Sureste: El Carmen de Atrato                                      |

## División político-administrativa

### Comunas
La Cabecera municipal está dividida por 6 comunas (en la que se encuentra los 195 barrios):
- Comuna 1 - Zona Norte.
- Comuna 2 - Porvenir y Platina.
- Comuna 3 - Anillo Central.
- Comuna 4 - San Vicente y Niño Jesús.
- Comuna 5 - Medrano y Zona Sur.
- Comuna 6 - Jardín.

### Centros poblados
Quibdó tiene bajo su jurisdicción los centros poblados:
- Barranco
- Boca de Naurita
- Boca de Nemotá (Nemotá)
- Boca de Tanandó
- Calahorra
- Campo Bonito
- Cocalito Auro del Buey
- El Fuerte
- El Guamo
- El Veintiuno
- Guadalupe
- Guarandó
- Guayabal
- La Troje
- Las Mercedes
- Pacurita (Cabí)
- San Antonio de Icho
- San Francisco de Icho
- San Joaquín
- San Rafael de Negua
- Sanceno
- Tagachí
- Tutunendo
- Villa del Rosario
- Winandó

### Resguardos Indígenas y Consejos Comunitarios
Tiene constituido 14 resguardos indígenas y 4 consejos comunitarios mayores: COCOMACIA, COCOMOPOCA, Casimiro y Guayabal.

## Símbolos

### Bandera
Se compone de tres los colores: 
- Verde: ocupa la mitad superior en la que representa la selva tropical que tapiza el municipio y la riqueza ecológica que lo convierte en un pulmón de la humanidad
- Rojo: ocupa un cuarto medio bajo, significa la sangre que derramaron aquellos que dieron su vida por la gesta libertaria.
- Café: ocupa el cuarto final en homenaje al patrono del municipio, San Francisco de Asis.

### Escudo
Presentado oficialmente el 20 de septiembre de 1995, contiene:
- En la parte superior lleva la imagen de San Francisco de Asís, patrono del municipio.
- El blason, en su forma oval rodeada de un pergamino de oro, se divide en tres partes: en el jefe con fondo de carnación, el negro y el indio. En faja, paisaje con el cielo en plata y a la izquierda el puente de Yutó sobre el río Atrato en azur y contiene la canoa como medio de transporte fluvial, y al fondo las doce chozas que le dieron vida a Quibdó en leonado y sinople. En punta, con fondo de gules, lleva la batea, símbolo de la minería y elementos de trabajo de nuestros artesanos, sobre la cual están la chirimía y el tambor, símbolo del folclor y el libro como emblema de cultura.
- En los soportes la bandera del municipio, unido a una cinta en oro con que lleva impreso el nombre de Quibdó en sable.

## Clima
Quibdó es una de las zonas con mayores precipitaciones del mundo y es oficialmente la ciudad de Sudamérica con más de 100.000 habitantes con la mayor precipitación promedio anual con una pluviosidad promedio de 8051,1 mm. Sin embargo, en la estación meteorológica del municipio de Lloró, a 22,5 km de Quibdó, se ha estimado que la precipitación media anual de este sitio es 13300 mm con lo cual es probable que esta sea la mayor precipitación del mundo
| Parámetros climáticos promedio de Quibdó                    | Parámetros climáticos promedio de Quibdó | Parámetros climáticos promedio de Quibdó | Parámetros climáticos promedio de Quibdó | Parámetros climáticos promedio de Quibdó | Parámetros climáticos promedio de Quibdó | Parámetros climáticos promedio de Quibdó | Parámetros climáticos promedio de Quibdó | Parámetros climáticos promedio de Quibdó | Parámetros climáticos promedio de Quibdó | Parámetros climáticos promedio de Quibdó | Parámetros climáticos promedio de Quibdó | Parámetros climáticos promedio de Quibdó | Parámetros climáticos promedio de Quibdó |
| Mes                                                         | Ene.                                     | Feb.                                     | Mar.                                     | Abr.                                     | May.                                     | Jun.                                     | Jul.                                     | Ago.                                     | Sep.                                     | Oct.                                     | Nov.                                     | Dic.                                     | Anual                                    |
| ----------------------------------------------------------- | ---------------------------------------- | ---------------------------------------- | ---------------------------------------- | ---------------------------------------- | ---------------------------------------- | ---------------------------------------- | ---------------------------------------- | ---------------------------------------- | ---------------------------------------- | ---------------------------------------- | ---------------------------------------- | ---------------------------------------- | ---------------------------------------- |
| Temp. máx. abs. (°C)                                        | 36.5                                     | 35                                       | 35.5                                     | 37                                       | 35                                       | 38                                       | 36.8                                     | 35.5                                     | 35                                       | 34.9                                     | 35.5                                     | 34.7                                     | 38                                       |
| Temp. máx. media (°C)                                       | 30.1                                     | 30.2                                     | 30.4                                     | 30.8                                     | 31                                       | 31.2                                     | 31.1                                     | 31                                       | 30.7                                     | 30.4                                     | 30.2                                     | 29.6                                     | 31.2                                     |
| Temp. media (°C)                                            | 26.2                                     | 26.4                                     | 26.6                                     | 26.6                                     | 26.7                                     | 26.6                                     | 26.6                                     | 26.4                                     | 26.2                                     | 26                                       | 26                                       | 26                                       | 26.4                                     |
| Temp. mín. media (°C)                                       | 23                                       | 23.1                                     | 23.2                                     | 23.4                                     | 23.2                                     | 23                                       | 22.8                                     | 22.9                                     | 22.8                                     | 22.7                                     | 22.8                                     | 23                                       | 22.7                                     |
| Temp. mín. abs. (°C)                                        | 19                                       | 21                                       | 20.8                                     | 20                                       | 20                                       | 19                                       | 19.8                                     | 19.6                                     | 20                                       | 18                                       | 20                                       | 20                                       | 18                                       |
| Lluvias (mm)                                                | 544.9                                    | 500.7                                    | 554.5                                    | 707.2                                    | 722.4                                    | 728.1                                    | 804.6                                    | 865.8                                    | 701.7                                    | 606.3                                    | 683.1                                    | 631.8                                    | 8051.1                                   |
| Días de lluvias (≥ )                                        | 26                                       | 23                                       | 25                                       | 27                                       | 28                                       | 27                                       | 28                                       | 28                                       | 28                                       | 28                                       | 27                                       | 28                                       | 323                                      |
| Horas de sol                                                | 90                                       | 85                                       | 86                                       | 90                                       | 115                                      | 117                                      | 138                                      | 136                                      | 116                                      | 118                                      | 115                                      | 88                                       | 1294                                     |
| Humedad relativa (%)                                        | 88                                       | 86                                       | 86                                       | 88                                       | 87                                       | 87                                       | 86                                       | 87                                       | 87                                       | 88                                       | 88                                       | 89                                       | 87.3                                     |
| Fuente: Parámetros climáticos IDEAM 22 de diciembre de 2007 |                                          |                                          |                                          |                                          |                                          |                                          |                                          |                                          |                                          |                                          |                                          |                                          |                                          |

## Economía
El renglón económico se basa en:
- La minería, practicada de forma artesanal y en algunas partes de manera industrial en corregimientos como La Troje, Tutunendo, Ichó, Tanando y Guayabal.

- La agricultura, se basa en cultivos de plátano, yuca, banano y algunos frutales típicos de la región como borojó, chontaduro, piña, marañón, caimito, almirajó, lulo y otras.

### Turismo

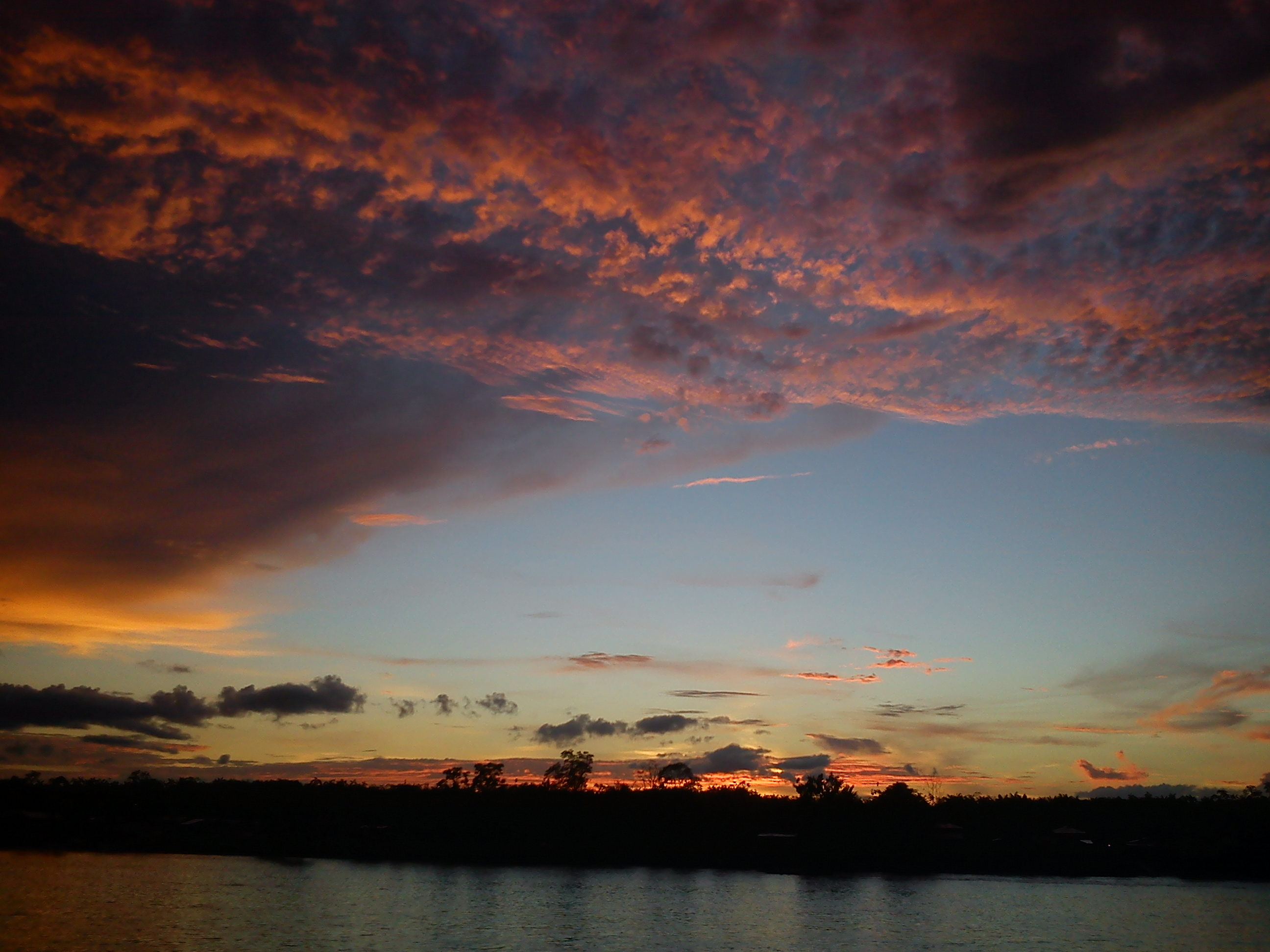
Atardecer en el río Atrato

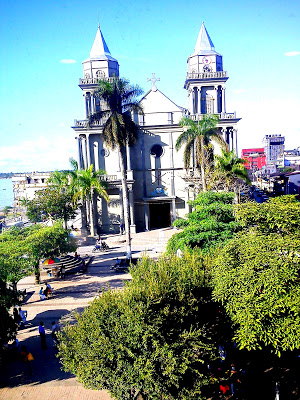
Catedral de Quibdó

Entre los atractivos turísticos en la ciudad están la catedral, el parque ubicado a orillas de río Atrato, el Palacio Municipal, el Palacio Episcopal, el convento de los claretianos, el monumento al poeta César.
Gracias a su estratégica ubicación geográfica, su biodiversidad y sus maravillosos paisajes, es uno de los destinos turísticos más interesantes de visitar; puesto que es posible realizar diferentes tipos de turismo como el ecoturismo, de aventura, histórico, etnográfico, científico y otros tipos de turismo.
Es muy común realizar actividades como paseos en lancha por el río Atrato, caminatas por senderos ecológicos y parques naturales donde se puede encontrar variada fauna y flora.
De por sí Quibdó - como el Chocó -, es una ciudad diferente. Si bien su infraestructura no puede compararse a la de las grandes ciudades colombianas, no es por ello menos atractiva e interesante. Quibdó y la región del Pacífico ponen al visitante en contacto con dos grupos humanos que forman parte activa de la identidad nacional: la cultura afrocolombiana y las culturas aborígenes como los emberá y los waunanas. Por lo mismo, Quibdó es por naturaleza centro único para el ecoturismo y se presenta además como un territorio viviente de la historia nacional.
Se realizan artesanías en fibras naturales como Damagua, Cabecinegro e Iraca, Elaborando hermosos bolsos, sombreros, zapatos y una gran variedad de artículos.
Existen platos como arroz con longaniza, arroz clavado con queso, bacalao, atoyao, sopa de queso, bocachico o dentón al gusto, guagua al gusto, arroz con todo o sancocho de todas las carnes.

## Transporte

### Aéreo

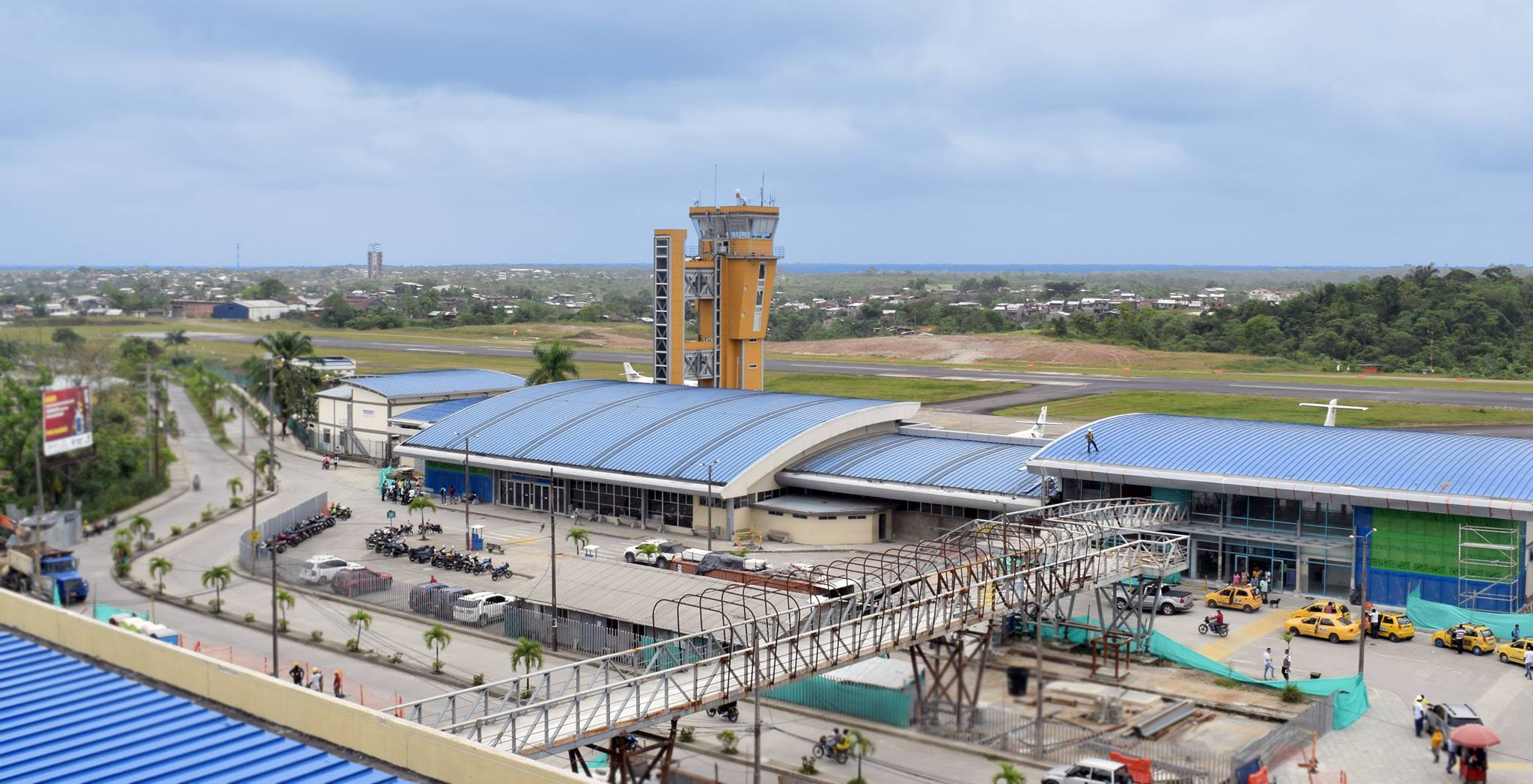
Aeropuerto Álvaro Rey Zúñiga "El Caraño".

Dada la geografía boscosa de la región y su clima tropical húmedo con una altísima pluviosidad, el acceso por tierra a la ciudad capital del departamento no es fácil y el acceso es más fácil vía aérea desde las principales ciudades del interior del país (Bogotá, Medellín y Cali). El aeropuerto El Caraño conecta a la ciudad con las demás regiones del país y ha recibido en los últimos años atención especial como un completo sistema de iluminación.
El diseño, para la remodelación del aeropuerto El Caraño, presentado por el consorcio AirPlan el 2 de enero, incluye 2000 metros cuadrados de construcción, terminal de pasajeros con aire acondicionado, un módulo de dos pisos, terminal de carga, cuartel de bomberos, arreglo del parqueadero, ingreso único por la vía de Los Ángeles y ampliación de la plataforma.
La entrega de la obra fue el 15 de marzo de 2010.

### Terrestre
La ciudad se conecta además por tierra de la siguiente manera, aunque las carreteras en algunos tramos no tienen pavimento, actualmente el gobierno nacional incluyó las vías del Chocó en el plan carreteras para la prosperidad, mejoramiento de infraestructura vial que se está haciendo en todo el país, debido a esto se han hecho mejoras tanto en la vía a Medellín como en la vía a Pereira interviniéndolas con pavimentación y ampliación en las zonas donde había mucho riesgo por perdida de la banca:  
- Desde Medellín: ruta nacional 60 de norte a sur por Itagüí-Envigado, Caldas, Amagá, Titiribí, Salgar y  de oriente a occidente Ciudad Bolívar, El Carmen de Atrato, Lloró hacia Tutunendo.
- Desde Pereira: rutas nacionales 29 hasta Cerritos al oeste y luego al norte por la 25 hacia La Virginia, variante a Santuario-Apía y al occidente por la 50 hacia Pueblo Rico, Tadó, Las Ánimas donde nuevamente al norte va por la 13 en El Atrato (Paimadó-Yutó) entrada sur quibdoense. En esta última ruta, también se puede llegar desde Cali hasta Cartago hasta el sector de Cerritos de Pereira hacia La Virginia de sur a norte.

#### Transporte interno
El transporte dentro de los distintos corregimientos de la ciudad se hace principalmente por medio de automóviles, canoas y lanchas. La mayoría de los corregimientos están a lo largo de los afluentes.

### Fluvial

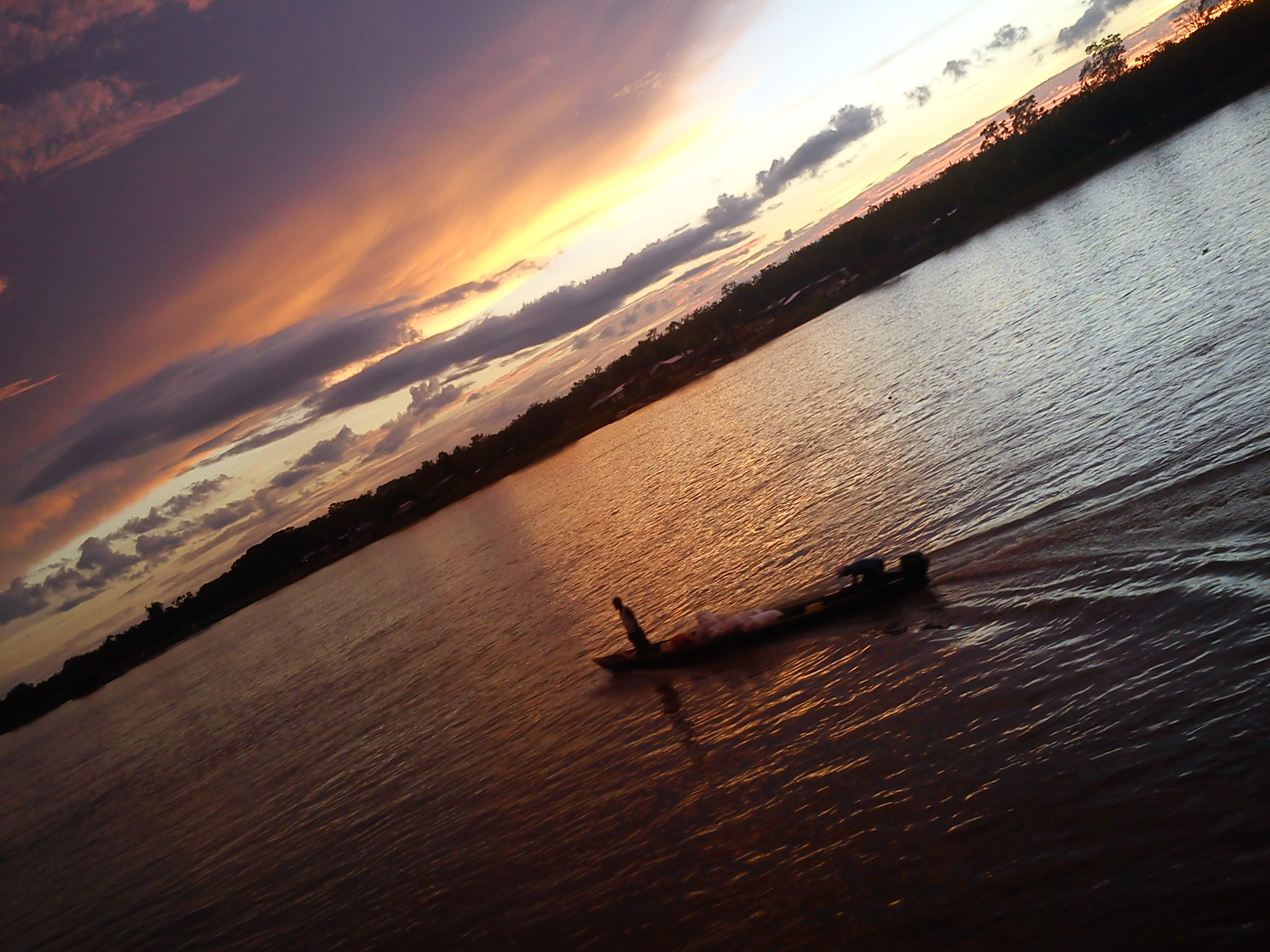
Chalupa surcando el río Atrato

Las principales vías fluviales están constituidas por el río Atrato el río más importante y más navegable que tiene el departamento del Chocó donde el 90% de este son navegables, conectando municipios, corregimientos y caseríos tanto del Chocó como de otros departamentos, Tutunendo que cruza al sur del resguardo, a este río fluyen las aguas de la quebrada Motordo siendo la segunda vía en importancia después de Tutunendo, la aldea está situada a orillas de esta quebrada, existen otras pequeñas corrientes como la quebrada Tumadó, y la Pesapera que sirven de lindero al resguardo.
La estructura regional de transporte está basada fundamentalmente en el modo fluvial, sobre el río Atrato, el cual corre de sur a norte hasta desembocar en el golfo de Urabá y el río San Juan, el cual corre de norte a sur hasta desembocar en el océano Pacífico. El Río Atrato, principal vía navegable del Chocó, gracias al gran caudal de sus aguas; tiene 8 puertos, el principal de los cuales es Quibdó.
El río Atrato es navegable durante todo el año, sirve de ruta al comercio de Antioquia y el puerto de Cartagena; y ha permitido la integración regional y cumple funciones de provisión de sustentos y comercio para un número importante de municipios del Chocó. El Estudio del Plan Maestro de Transporte - EPTM - del Ministerio de Transporte de julio de 1994, en su diagnóstico describe un deterioro continuo de las condiciones de navegación, la irracional deforestación de las cabeceras de los ríos, los aportes de sólidos en suspensión, el dragado insuficiente, la inexistencia general de mantenimiento, señalización y balizaje, y de la inadecuada infraestructura portuaria, han contribuido a la disminución de la importancia de los ríos en la movilización de carga y pasajeros. 
El municipio de Quibdó cuenta con cuatro vías fluviales principales y siete vías fluviales transitables que alcanzan a cubrir el 98% de las poblaciones, las cuales a su vez como parte del corredor natural de movilización del Atrato, se convierten en las principales vías de comunicación e intercambio.

## Medios de Comunicaciones
Cuenta con los más importantes servicios de telecomunicaciones existentes del momento: telefonía fija y celular, redes inalámbricas de banda ancha La radio es un medio de comunicación en la ciudad y el departamento. La razón es su facilidad de acceso para una población que se extiende en áreas boscosas y por lo mismo, las emisoras de la ciudad tienen una significativa experiencia en la comunicación social comunitaria.
Ellas son una ayuda fundamental a las comunidades campesinas con informaciones que las unen con el departamento, el país y el mundo. Los Periódicos en el Chocó tienen una tradición centenaria, llegando en los comienzos del siglo XX a contar con el diario ABC. Hoy en día cuenta con periódicos nacionales como El Tiempo de Bogotá y El Colombiano de Medellín, además del semanario regional Choco7días.

### Radio
Quibdó cuenta con entre 6 a 9 Emisoras. Sobresalen Ecos del Atrato, la Primera Emisora del departamento, y El Único en AM, en el dial 1.400, que se retransmite en FM sólo en Quibdó en los 107.5 F.M., estuvo afiliada a Todelar, después entre los 80 y 90´s a Caracol Radio, desde 1999 hasta 2004 estuvo afiliada a R@dionet y desde 2004 hasta 2008 se asoció de Nuevo con Caracol Radio y del 2009 hasta diciembre de 2012 con W Radio Colombia el Resto de Emisoras en F.M. Caracol Radio Cadena Básica de Cubrimiento Nacional en los 91.3 F.M. Radio Nacional de Colombia Emisora Básica de Señal Colombia Sistema de Medios Públicos en los 95.3 F.M. inicio emisión el 15 de diciembre de 2012 para la región.  Radio Universidad del choco 97.3 F.M. emisora de la Universidad Tecnológica del Choco .  Colombia Stereo 100.3 F.M. Emisora del Ejército Nacional de Colombia 104.3 F.M. Radio Policía Nacional Emisora de la Policía Nacional de Colombia

### Televisión
La ciudad cuenta con proveedores de televisión por cable como Claro y Tigo con el servicio de televisión digital por red bidireccional (HFC) con transmisión digital DVB-C, además de las señales analógica VHF y de TDT de los cinco canales nacionales (los tres privados Caracol Televisión, Canal 1 y Canal RCN, los dos públicos Canal Institucional y Señal Colombia y el regional Telepacífico). Es posible la recepción de servicios de televisión satelital como Claro, Movistar y DirecTV, con una oferta de centenares de canales de video y audio internacional.

### Prensa
Los periódicos en el Chocó tienen una tradición centenaria, llegando en los comienzos del siglo XX a contar con el diario ABC. Hoy en día en Quibdó circulan los semanarios Choco7días, Siglo 21 y los diarios nacionales El Tiempo, El Colombiano, El Espectador y Portafolio de Bogotá, además circulan otros periódicos deportivos como Nuevo Estadio y El Deportivo.

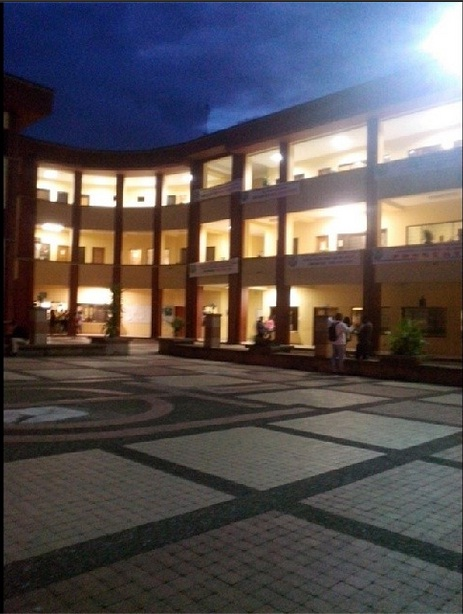
Universidad Tecnológica del Chocó Diego Luis Córdoba

## Educación
La ciudad cuenta con varias instituciones universitarias, de carácter público y privado, igualmente la formación tecnológica ha sido acogida por otras instituciones por lo que en el área de educación la ciudad presenta una amplia oferta de instituciones de educación que comprende todos los niveles, desde prejardín, jardín, educación básica primaria, secundaria, técnica y tecnológica y formación superior universitaria.
- Universidad Tecnológica del Chocó.
- Universidad Antonio Nariño
- Universidad Abierta y A Distancia (UNAD)
- Universidad Cooperativa de Colombia
- Corporación Universitaria Remington
- SENA
- Fundación Universitaria Claretiana - FUCLA

Además de cuenta con instituciones y centros educativos de formación preescolar, básica, secundaria y media entre los más destacados: la Institución Educativa Escuela Normal Superior de Quibdó (IEENSQ), la institución educativa integrado carrasquilla industrial(IEICI), la institución educativa femenina de enseñanza media (IEFEM), la institución educativa normal superior manuel cañizales (IENSMC), la Institución Educativa Antonio María Claret (IEAMC),la institución Educativa Confachoco (IEC), el colegio adventista bolívar escandón, entre otras.

## Estructura organizacional municipal
| Quibdó       | Quibdó      | Quibdó                     |
| Departamento | Código DANE | Categoría municipal (2022) |
| ------------ | ----------- | -------------------------- |
| Chocó        | 27001       | Cuarta                     |

- Personería: Es un centro del Ministerio Público de Colombia que ejerce, vigila y hace control sobre la gestión de las alcaldías y entes descentralizados; velan por la promoción y protección de los derechos humanos; vigilan el debido proceso, la conservación del medio ambiente, el patrimonio público y la prestación eficiente de los servicios públicos, garantizando a la ciudadanía la defensa de sus derechos e intereses.

- Concejo Municipal: Se regulan por los reglamentos internos de la corporación en el marco de la Constitución Política Colombiana (artículo 313) y las leyes, en especial la Ley 136 de 1994 y la Ley 1551 de 2012.

- Alcaldía Municipal: En esta se encuentra la administración municipal y las entidades descentralizadas del municipio.

El alcalde se pronuncia mediante decretos y se desempeña como representante legal, judicial y extrajudicial del municipio. El actual alcalde municipal es Rafael Bolaños Pino (2024-2027), elegido por voto popular.
- JAL. Sin constitución alguna en los corregimientos del municipio.